# ドゥロス・フォス
| メディナ ローマ フランカC ドゥロス ドゥロス・フォス | メディナ ローマ フランカC ドゥロス ドゥロス・フォス                                   | メディナ ローマ フランカC ドゥロス ドゥロス・フォス                                   |
| --------------------------------------------------- | ------------------------------------------------------------------------------------- | ------------------------------------------------------------------------------------- |
|                                                     |                                                                                       |                                                                                       |
| 2004年、サウサンプトンに停泊中のドゥロス            |                                                                                       |                                                                                       |
| 船歴                                                |                                                                                       |                                                                                       |
| 発注                                                | 1913年8月28日                                                                         | 1913年8月28日                                                                         |
| 起工                                                | 1914年1月21日                                                                         | 1914年1月21日                                                                         |
| 進水                                                | 1914年8月22日                                                                         | 1914年8月22日                                                                         |
| 就航                                                | 1914年9月29日                                                                         | 1914年9月29日                                                                         |
| 退役                                                | 2009年12月31日                                                                        | 2009年12月31日                                                                        |
| 建造社                                              | ニューポート・ニューズ造船所・乾ドック会社                                            | ニューポート・ニューズ造船所・乾ドック会社                                            |
| 船名                                                |                                                                                       |                                                                                       |
| 1914年                                              | メディナ（Medina）                                                                    | メディナ（Medina）                                                                    |
| 1948年                                              | ローマ（Roma）                                                                        | ローマ（Roma）                                                                        |
| 1953年                                              | フランカC（Franca C）                                                                 | フランカC（Franca C）                                                                 |
| 1977年                                              | ドゥロス（Doulos）                                                                    | ドゥロス（Doulos）                                                                    |
| 2010年                                              | ドゥロス・フォス（Doulos Phos）                                                       | ドゥロス・フォス（Doulos Phos）                                                       |
| オーナー                                            |                                                                                       |                                                                                       |
| 1914年                                              | マロリー・スチームシップ（Mallory Steamship）                                         | マロリー・スチームシップ（Mallory Steamship）                                         |
| 1932年                                              | クライド・スチームシップ（Clyde Steamship）                                           | クライド・スチームシップ（Clyde Steamship）                                           |
| 1934年                                              | ニューヨーク・アンド・ポルトリコ・スチームシップ（New York and Porto Rico Steamship） | ニューヨーク・アンド・ポルトリコ・スチームシップ（New York and Porto Rico Steamship） |
| 1948年                                              | ナビエラ・サン・ミゲル（Naviera San Miguel）                                          | ナビエラ・サン・ミゲル（Naviera San Miguel）                                          |
| 1952年                                              | リネアC（Linea C）                                                                    | リネアC（Linea C）                                                                    |
| 1977年                                              | グーテ・ブッヘル・フール・アレ（Gute Bücher für Alle）                                | グーテ・ブッヘル・フール・アレ（Gute Bücher für Alle）                                |
| 2010年                                              | エリック・ソー（Eric Saw）                                                            | エリック・ソー（Eric Saw）                                                            |
| 要目                                                |                                                                                       |                                                                                       |
| 船種                                                | 貨物船→輸送艦→貨物船→輸送艦→旅客船→クルーズ客船→博物館船兼ホテル                      | 貨物船→輸送艦→貨物船→輸送艦→旅客船→クルーズ客船→博物館船兼ホテル                      |
| 船籍                                                | アメリカ合衆国→ パナマ→ イタリア→ マルタ                                              | アメリカ合衆国→ パナマ→ イタリア→ マルタ                                              |
| 番号                                                | IMO                                                                                   | 5119105                                                                               |
| 番号                                                | MMSI                                                                                  | 256056000                                                                             |
| 排水量                                              | 総トン数（メディナ）                                                                  | 5,426t                                                                                |
| 排水量                                              | 総トン数（ドゥロス）                                                                  | 6,815t                                                                                |
| 全長                                                | 130.35m                                                                               | 130.35m                                                                               |
| 全幅                                                | 16.6m                                                                                 | 16.6m                                                                                 |
| 吃水                                                | 5.54m                                                                                 | 5.54m                                                                                 |
| 機関                                                | フィアットGMT C4218SS                                                                 | 5958kW                                                                                |
| 速力                                                | 14ノット（1914年）                                                                    | 14ノット（1914年）                                                                    |
| 乗員                                                | 414人                                                                                 | 414人                                                                                 |
| 出典                                                | [ 1 ] [ 2 ] [ 3 ] [ 4 ] [ 5 ] [ 6 ]                                                   | [ 1 ] [ 2 ] [ 3 ] [ 4 ] [ 5 ] [ 6 ]                                                   |

ドゥロス・フォス（Doulos Phos）は蒸気貨物船として建造され、後に客船、さらにディーゼルエンジンを搭載したクルーズ客船、洋上書店に改装された船。一時期世界最古の現役船であった。

## 船歴

### メディナ
1913年8月28日、マロリー・スチームシップの貨物船としてニューポート・ニューズ造船所・乾ドック会社に鋼鉄製貨物船として発注された。1914年1月21日起工、1914年8月22日テキサス州のメディナ川からメディナと命名され進水、9月29日に就航した。
1916年にはマツォニア・スチーム・ナビゲーション（Matsonia Steam Navigation）に移籍、第一次世界大戦の勃発後は陸軍の補給を担う輸送船としてアメリカ合衆国海軍により運用された。戦後、1922年には、重油を燃料とするように改装された。マロリー・スチームシップの1932年のクライド・スチームシップ（Clyde Steamship）との合併、さらに1934年のニューヨーク・アンド・ポルトリコ・スチームシップ（New York and Porto Rico Steamship）との合併によって、その船団の一隻となった。
第二次世界大戦では、アメリカ合衆国沿岸警備隊に属して海軍の輸送船として運用された。前方に3インチ砲、後方にMk 12 5インチ砲を甲板上に搭載し、20mm機関砲を船橋両舷に備えた。1943年7月21日、カナダ海軍のコルベットザ・パスと衝突。ザ・パスは大破し、10月まで修理に費やすことになった。

### ローマ
1948年、パナマでナビエラ・サン・ミゲル（Naviera San Miguel）として登記しているイタリアのジェナヴィタ（Genaviter）が取得し、ローマと改名。翌年客船として改装された。1950年はカトリック教会の聖年であることからそれに備えての取得であり、アメリカ合衆国からローマへ向かう巡礼者が乗客となった。しかし、改装費の負担を解消するには至らず、ドイツからオーストラリアへ向けて移民船としての運用が行われた。この航海自体は成功したが、程なく財務状況の悪化によりオーナー会社が倒産した。改装費の支払いが完了していなかったローマは、1952年4月競売にかけられることになった。

### フランカC
1952年5月、唯一の応札者であったイタリアのリネアC（Linea C）が5億7000万リラで取得した。取得後、機関を4,200馬力のフィアット製ディーゼルエンジンに改装され、フランカCと改名した。大西洋を横断し、南アメリカ大陸とヨーロッパを結ぶオーシャン・ライナーとして運航された。1957年にはファンネルを改修し、後部デッキを1層増設した。
1959年、大西洋航路から撤退し地中海・黒海沿岸、後にカリブ海のクルーズへ運用が変更された。これに際して、後部マストを撤去してプールを設けるなどの改装を行うことで定員552人のクルーズ客船となった。これは最初期のクルーズ客船の一つと見なしうるものであった。1963年には、建造地のヴァージニアに再塗装のために寄港している。さらに、1968年にはクルーズを短期間で提供する航空券とクルーズを組み合わせたプランに投入された。これもまた、同種のパッケージとしては最初期のものであった。
1970年には機関を再度交換、さらに特等相当の船室にモノクラス化することで定員を350人に減ずる改装がなされた。運航は地中海が中心となり、1977年まで運航された。1977年夏、最後の地中海クルーズ運航を行った後、船舶解体業者に売却される見込みとなっていた。

### ドゥロス
1977年夏の航海では、新たな船を船隊に加える可能性を探るため、キリスト教系の宣教団体OMの調査員が乗船していた。さらなる航海に耐えうると判断され、1977年11月4日、老朽化したフランカCを、OM傘下のドイツの団体、グーテ・ブッヘル・フール・アレ（Gute Bücher für Alle）が取得した。
当初はジェノバ、次いでブレーメンに回航してギリシア語で従者を意味するドゥロスと改名、船籍はマルタに変更され、修理・改装が行われた。クルーズ客船時代のプールを撤去して後部甲板に屋根を設けて書店とした他、カジノと一部船室から事務室、会議室等への改装が行われた後、1978年6月3日に就航した。
洋上書店として運航され、各地に寄港したが、その間の1993年に電気設備を更新する大規模な改装が行われた。ケープタウンで7ヶ月を要した改装により、旧式の直流発電機から交流に更新、空調、湯沸かし用のボイラー、70kmに及ぶ配線も取り替えられた。
1995年より3年を費やして、防火設備を更新した。これはSOLAS条約の防火基準に準じて、スプリンクラーとその配管、火災報知器の装備、壁面に使用されていた木材を難燃性の素材に交換するといった作業であった。
その後も船体の状況は良好であったが、2010年に発効する改訂内容に対応するには、1000万ユーロが必要と見込まれ、より新型のロゴス・ホープに資金を投入する決断が下された。乗員からは2010年9月までの運航が望まれていたものの、2009年12月31日の退役が決まった。2009年10月7日シンガポールに寄港。ビボシティにて行われた12月15日から26日の公開を持ってその運用を終えた。

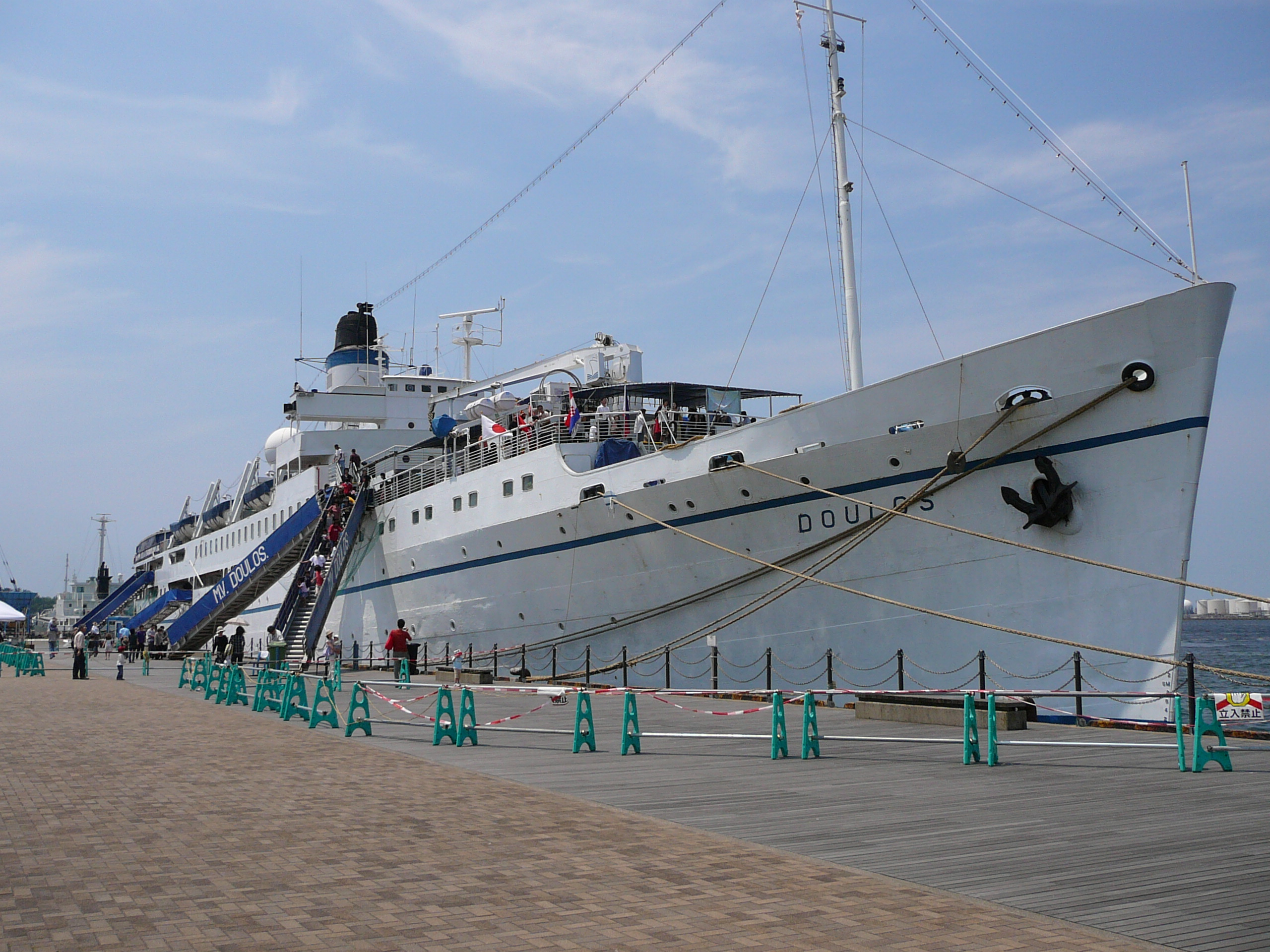
2007年6月3日 石川県金沢市 金沢港無量寺埠頭にて
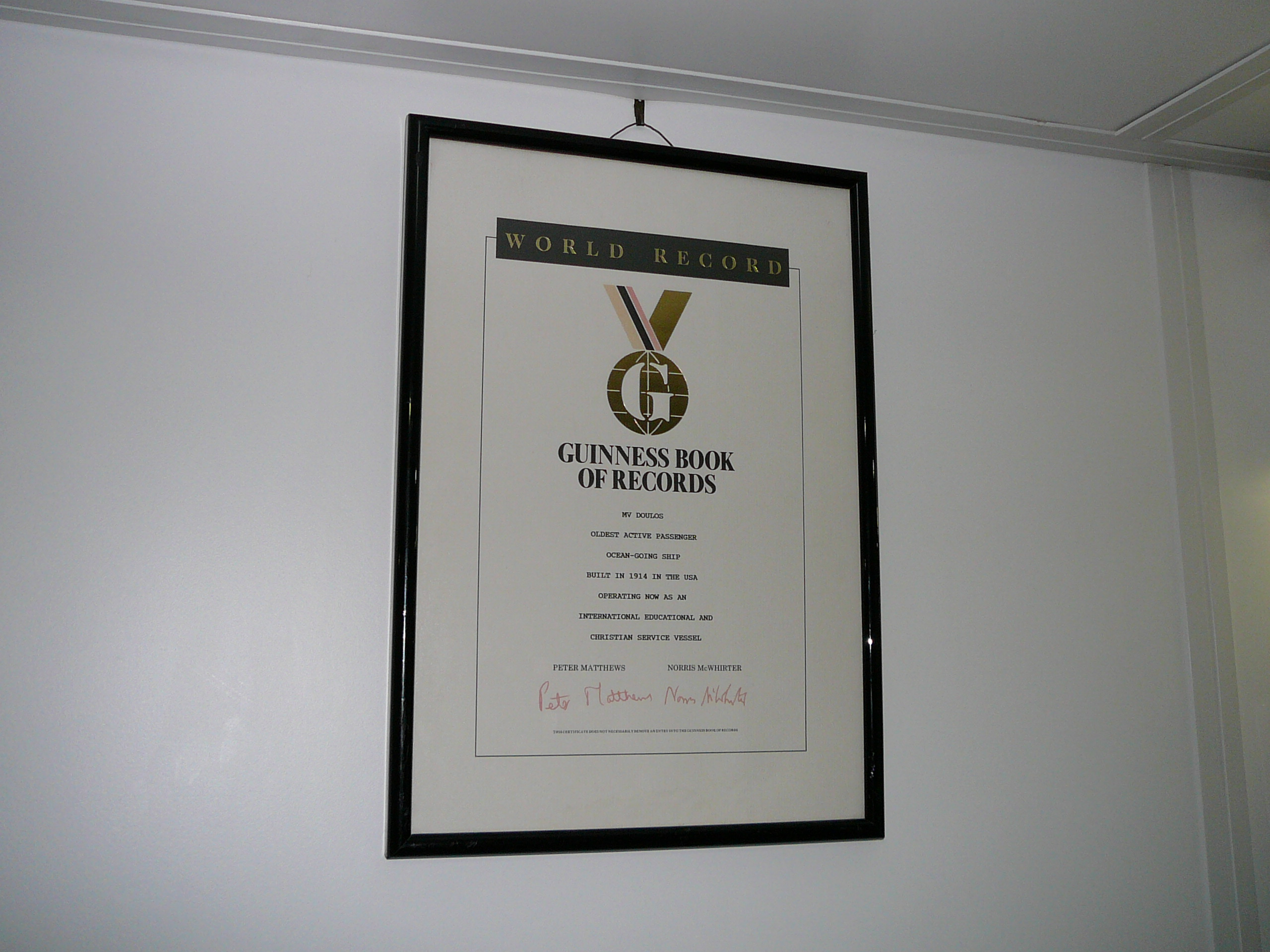
船内に掲示されていた最も古い旅客外洋航行船を示す表示

### ドゥロス・フォス
ドゥロスは、解体業者への売却も検討されていたが、売却期限と考えられていた3月に買い手が現れ解体の危機を免れることになった。
ドゥロスはケッペル港から35人の乗員によって回航され、ジュロン島に係留された。2010年3月18日、シンガポールのエリック・ソー（Eric Saw）に約200万ドルで売却され、ドゥロス・フォスと改名された。計画では、500万ドルでリノベーションを行い、博物館船、レストラン、ホテル等の施設として運用される見通しであった。
2013年9月9日シンガポールを発ち、インドネシアのバタム島へ曳航された。この時点での計画では、ビンタン島に2500万ドルで建設されるリゾートの一角を占める計画となっている。設備としては、陸揚げした上で2014年8月より客室60室のホテル、レストラン、博物館等を兼ねる構想となっている。

## 注
1. ↑  乗客数は981人。1等船室287人、2等船室694人[4]。
2. ↑  当初の乗客は特等・1等計362人、2等458人の820人とされる[12]。900人以上とする資料もあるが、時期は不明[4][7]。
3. ↑  本来ドゥロス（Doulos、δούλος）は、奴隷を指す単語である。
4. ↑  消火設備、排水設備などの規制[20]。
5. ↑  2010年9月で95周年となるが、2010年3月31日に安全証書が失効する状態であった[21]。
6. ↑  フォス（phos、Φως）は、光を意味するギリシャ語。